# 大久保秀昭
大久保 秀昭（おおくぼ ひであき、1969年7月3日 - ）は、神奈川県愛甲郡清川村出身の元プロ野球選手（外野手）、野球指導者。 
慶應義塾体育会野球部監督、ENEOS野球部監督等を歴任。
妻はタレントの大東めぐみ（1998年に結婚）。アトランタオリンピック野球の銀メダリスト。

## 経歴

### プロ入り前
桐蔭学園高校では1学年上の捕手に関川浩一がいた。3年春に県大会優勝すると関東大会では中込伸を擁する甲府工業高校を下してベスト4。小桧山とともに慶應義塾大学に進学。1991年の東京六大学野球では主将として中軸を打ち、春秋の連覇に貢献。リーグ通算100試合出場し350打数94安打、打率.269、5本塁打、50打点。
1992年に日本石油に入社。持ち前の強打と巧みなリードで1年目からレギュラーを獲得。都市対抗野球大会史上初の代打満塁本塁打も打っている。在籍5年間で都市対抗野球2回の優勝、社会人ベストナインを4度受賞する名選手となった。高校から社会人までの間、後に横浜ベイスターズからドラフト1位指名される小桧山雅仁とバッテリーを組む。1995年には翌年行なわれるアトランタオリンピック出場を希望し、ドラフト指名凍結選手となり、希望通り日本代表入り。川村丈夫（当時、日本石油）、杉浦正則（同、日本生命）らとバッテリーを組み、銀メダル獲得に貢献。

### プロ野球選手時代
1996年度のNPBドラフト会議で、近鉄バファローズから6位指名を受けて入団。当時から将来は慶大の監督候補とも言われており、既に27歳でプロ入りを危惧する声もあったが、大久保はプロ入りを決断。プロ入りしてすぐに右肩痛に悩まされ、一軍では一度も捕手として守ることなく、一軍出場は外野手としてのみで、途中から選手登録も外野手に変更された。
1999年には代打の切り札として活躍。この年放った本塁打2発はどちらも西武ライオンズ戦で打った代打本塁打で、9月22日の西武戦では延長戦で抑え投手の西崎幸広から決勝の代打3点本塁打を放つなど、捕手出身ならではの配球を読んだ勝負強さが光った。
翌2000年には若手の台頭などから出場機会が大幅に減少。無安打に終わってしまう。
チームが劇的な優勝に沸く2001年には一軍出場を果たせずに戦力外通告を受け、同年限りで現役を引退。奇しくも前述の小桧山もこの年、横浜から戦力外通告を受け退団している。

### 引退後
2002年から2003年は近鉄で梨田昌孝監督の専属広報として活動。2004年から2005年は湘南シーレックス（横浜ベイスターズの二軍）で打撃コーチを務めた。
2005年オフ、古巣の新日本石油ENEOS（日本石油から日石三菱、新日本石油を経て改称）から監督就任の要請を受けで湘南を退団。早速その年横浜を戦力外通告された谷口邦幸投手の獲得や、田澤純一や大城基志をチームのエースに育てるなど、選手育成の手腕を発揮している。都市対抗野球大会では第79回大会（2008年）、第83回大会（2012年）、第84回大会（2013年）と3度の優勝を果たしている（史上最多タイ）。2015年（正式には前年12月1日付）より母校・慶應義塾体育会野球部の監督を務め、2017年秋季、2018年春季、2019年秋季（明治神宮野球大会も制する）にリーグ優勝。2019年12月より、JX-ENEOS野球部（2020年6月25日よりENEOS野球部に改称）の監督に復帰。
2022年の第93回大会で優勝を果たし、監督として都市対抗野球大会史上最多の4度優勝を果たしている。
2024年12月1日付でENEOS野球部の監督を退任し、チームディレクターに就任。
2025年、野球日本代表U-12代表監督に就任。

## 人物
- 夫人は野球に疎かったため、捕手としてワンバウンドの球を捕球する練習で体にいくつものアザをつくり帰宅した大久保を見て、「ひょっとしてチーム内でいじめられているのではないか」と心配したという。
- 3歳上の兄・孝昭も桐蔭学園高の正捕手を務め、志村亮（秀昭と小桧山にとっては大学でも先輩となる）とバッテリーを組み第66回全国高等学校野球選手権大会に出場している。兄は法政大学に進んだが負傷がきっかけで出場機会を失い、弟には慶大への進学を勧めた[8]。
- 大学の1学年後輩に古葉隆明（古葉竹識の三男で広島城北高から二浪を経て慶大に入学、のちの東京国際大監督）がいる。

## 詳細情報

### 年度別打撃成績
| 年 度     | 球 団     | 試 合 | 打 席 | 打 数 | 得 点 | 安 打 | 二 塁 打 | 三 塁 打 | 本 塁 打 | 塁 打 | 打 点 | 盗 塁 | 盗 塁 死 | 犠 打 | 犠 飛 | 四 球 | 敬 遠 | 死 球 | 三 振 | 併 殺 打 | 打 率 | 出 塁 率 | 長 打 率 | O P S |
| --------- | --------- | ----- | ----- | ----- | ----- | ----- | -------- | -------- | -------- | ----- | ----- | ----- | -------- | ----- | ----- | ----- | ----- | ----- | ----- | -------- | ----- | -------- | -------- | ----- |
| 1998      | 近鉄      | 22    | 34    | 29    | 7     | 4     | 0        | 1        | 0        | 6     | 1     | 1     | 0        | 1     | 0     | 2     | 0     | 2     | 3     | 1        | .138  | .242     | .207     | .449  |
| 1999      | 近鉄      | 56    | 68    | 59    | 5     | 18    | 2        | 0        | 2        | 26    | 10    | 1     | 0        | 0     | 0     | 7     | 0     | 2     | 10    | 2        | .305  | .397     | .441     | .838  |
| 2000      | 近鉄      | 5     | 7     | 7     | 0     | 0     | 0        | 0        | 0        | 0     | 0     | 0     | 0        | 0     | 0     | 0     | 0     | 0     | 3     | 1        | .000  | .000     | .000     | .000  |
| 通算：3年 | 通算：3年 | 83    | 109   | 95    | 12    | 22    | 2        | 1        | 2        | 32    | 11    | 2     | 0        | 1     | 0     | 9     | 0     | 4     | 16    | 4        | .232  | .324     | .337     | .661  |

### 記録
- 初出場・初先発出場：1998年5月19日、対福岡ダイエーホークス7回戦（大阪ドーム）、5番・指名打者で先発出場
- 初安打・初打点：同上、3回裏に西村龍次から左前適時打
- 初本塁打：1999年8月18日、対西武ライオンズ20回戦（西武ドーム）、5回表に古久保健二の代打で出場、西口文也から右越ソロ

### 背番号
- 36 （1997年 - 2001年）
- 80 （2004年 - 2005年）

## 関連情報

### 著書
- 『優勝請負人の導く力　ENEOS大久保秀昭［野球部監督］の流儀』（2021年/ベースボール・マガジン社）ISBN 9784583113883